# Myrcia guavira
Myrcia guavira är en myrtenväxtart som beskrevs av Parodi. Myrcia guavira ingår i släktet Myrcia och familjen myrtenväxter.
Artens utbredningsområde är Paraguay. Inga underarter finns listade i Catalogue of Life.